# Hrvatski malonogometni kup 2010./11.
Hrvatski malonogometni kup za sezonu 2010./11. je osvojio Split Brodosplit Inženjering.

## Rezultati

### Osmina završnice
| klub1                  | rez.          | klub2                        |
| ---------------------- | ------------- | ---------------------------- |
| Skripta Osijek         | 1:5           | Nacional Zagreb              |
| Solin                  | 1:3           | Split Brodosplit Inženjering |
| Albona Labin           | 2:4           | Uspinjača Zagreb             |
| Zagreb-Puljić          | 2:1           | Mejaši Split                 |
| Skripta VBK Osijek     | 6:7           | Kijevo Knin                  |
| Sokoli Samobor         | 9:0           | Lika Šport Gospić            |
| Petrinjčica (Petrinja) | 0:1           | Potpićan 98 ABS              |
| Square Dubrovnik       | 4:4 (5:4 pen) | Porto Tolero Ploče           |

### Četvrtzavršnica
| klub1            | rez.      | klub2                        |
| ---------------- | --------- | ---------------------------- |
| Kijevo Knin      | 3:2, 4:2  | Nacional Zagreb              |
| Square Dubrovnik | 2:2, 2:9  | Split Brodosplit Inženjering |
| Sokoli Samobor   | 2:5, 1:11 | Uspinjača Zagreb             |
| Zagreb Puljić    | 4:3, 2:7  | Potpićan 98 ABS              |

### Poluzavršnica
| klub1           | rez.     | klub2                        |
| --------------- | -------- | ---------------------------- |
| Kijevo Knin     | 6:2, 1:6 | Uspinjača Zagreb             |
| Potpićan 98 ABS | 7:2, 1:7 | Split Brodosplit Inženjering |

### Završnica
| klub1                        | rez.     | klub2            |
| ---------------------------- | -------- | ---------------- |
| Split Brodosplit Inženjering | 3:1, 3:1 | Uspinjača Zagreb |

## Unutarnje poveznice
- Hrvatski malonogometni kup – regija Zapad 2010./11.
- Prva hrvatska malonogometna liga 2010./11.
- Druga hrvatska malonogometna liga 2010./11.